# ایفوا آتلینگ
ایفوا آتلینگ (به انگلیسی: Efva Attling) (زاده ۱۸ فوریهٔ ۱۹۵۲) طراح و خواننده سوئدی است.